# Siruła
Siruła (maced. Сирула) – wieś w południowo-zachodniej Macedonii Północnej, w gminie Ochryda.